# Tutankamon
Tutankamon, također i Tutankhamon (Tutanhamun) (Drevni Egipat, o. 1341. pr. Kr. – Drevni Egipat, o. 1323. pr. Kr.) bio je 12. Egipatski faraon, u početku nazvan i Tutankhaton, iz 18. egipatske dinastije. Vladao je od 1334. do 1323. pr. Kr. u razdoblju nazvanom Nova država. Kraljevsko mu je ime bilo Tut-ankh-amun Heqa-iunu-shema Neb-kheperu-re. Tutankhaton mu je bilo prvotno ime, zbog povezanosti s Atonom, Sunčevim diskom, i znači "Aton je život Thotha." Umro je u dobi od 18 godina.

## Životopis
Smatra se da je Tutankamon bio sin faraona Ekhnatona i njegove sporedne žene Kije. Također se pretpostavlja da je rano djetinjstvo proveo u Sjevernoj palači Ekhnatonovog glavnog grada Amarne i nakon iznenadne očeve smrti zasjeo je na prestolje kada mu je bilo samo 9 godina. Već tako mlad bio je oženjen sa svojom starijom polusestrom Ankhsenamon. Budući da je monoteistička religijska revolucija njegova oca ostavila Egipat u kaosu, tako mladi faraon nije mogao imati autoritet. Bio je samo igračka u rukama moćnog svećenstva, kojemu je glavni cilj bio povratak stare politeističke religije. U njegovim odlukama najveću je ulogu imao Ay (svećenik, vezir, te prvi ministar). Uskoro je vraćena stara religija, Ekhnatonova prijestolnica Amarna je razorena, a Teba je opet postala glavnim gradom.
S vojnoga gledišta malo se događalo tijekom njegove vladavine, te je upitno je li mladi faraon ikada osobno sudjelovao na bojištu. Većinu zasluga za povratak vojne moći, te ponovno osvajanje dijelova Nubije imao je njegov general i vojni zapovjednik Horemheb.
Tijekom njegove vladavine, u velikome Amonovu svetištu u Luxoru i Karnaku, podignuti su kipovi koji prikazuju Tutankamona i njegovu ženu kao inkarnacije starih bogova, Amona sa svojom ženom Mut. Tamo je dovršena i velika kolonada stupova koju je započeo Tutankamonov djed Amenofis III. Iz toga doba poznata je i tzv. "Stela restauracije" koja govori o ponovnom uspostavljanju reda i mira u Egiptu te okrivljuje Tutankamonava oca Ekhnatona za revoluciju i kaos koji je Egiptu priredio.
To potvrđuje forenzička analiza njegove mumije, kao i činjenica da nije umro prirodnom smrću. Na njegovoj lubanji nađena su ostećenja, a je li je to rezultat ubojstva ili incidenta (npr. pad s kočije) ne može se ustanoviti. Mnogi vjeruju da je ubijen, možda po naređenju Aja, njegova dvorjanina, koji se nakon faraonove smrti našao na prijestolju. Pokopan je na brzinu u Dolini Kraljeva, u grobnici namijenjenoj za njegovoga vizira koja je svojom veličinom bila premalena u odnosu na druge faraonske grobnice.
Mumija Tutankamona ostala je slabo očuvana, kao rezultat lošeg balzamiranja. Naime, Carter je mumiju razrezao na dijelove kako bi ju mogao izvaditi iz sarkofaga jer su se topive smole za vrijeme mumifikacije pretvorile u ljepilo.
U studenom 2013. britanski su forenzičari razriješili misteriju Tutankamonove smrti. Ubila ga je kočija koja je izravno udarila u njega dok je bio na koljenima i smrskala mu rebra i zdjelicu, te zdrobila srce. Mumificiranje je loše izvedeno te je tijelo spaljeno unutar sarkofaga.

## Događaji poslije njegove smrti
Tutankamonova smrt ostavila je prijestolje ispražnjenim i bio je to trenutak u kojem se njegova mlada udovica Ankhesenamun našla u teškom položaju. Pritisnuta sa svih strana ambicioznim i mnogo starijim muškarcima nego što je sama bila, povukla je neočekivani i zapravo korak bez presedana u egipatskoj povijesti. Napisala je poruku Supiluluimi I, kralju Hetita.
Objasnila mu je da je njen suprug umro i da ona nema sinova dok ih on ima mnogo. Zatražila je da pošalje jednog od njih da je oženi i tako nastavi kraljevsku lozu. Evidencija o ovom dogadjaju ne dolazi iz egipatskih zapisa već zahvaljujući iskopavanjima u Hattusasu (Boghazkoy) u Turskoj - glavnom gradu onda moćnog kraljevstva Hetita. Kralj je ispočetka bio sumnjičav, a tad je poslan princ Zannanza da prihvati kraljičinu ponudu. Izgleda da nije stigao dalje od granice kad je ubijen. Ovo treba pripisati dvojici ljudi koji su u trenutku Tutankhamonove smrti zapravo upravljali kraljevstvom: vezir Ay i zapovjednik vojske Horemheb. Oba su kasnije bili faraoni; Ay je oženio Tutankamonovu udovicu Ankhesenamun (protiv njene volje) i kada mu više nije bila potrebna, vjerojatno ju je dao ubiti. Vladao je jedva četiri godine, jer je već bio u poodmakloj dobi. Nakon njega, faraon je postao Horemheb - još jedan od velikih egipatskih vladara, koji je učinio sve kako bi uništio (iz još nepoznatih razloga) sve tragove Tutankamonove vladavine.

## Otkriće Tutankamonove grobnice
U studenom 1922. godine otkrio je Howard Carter (1873.-1939.) grobnicu praktički nepoznatog faraona čije je ime, Tutankamon, uskoro postalo tako poznato i slavno da je zasjenilo imena drugih faraona. U trenutku ovog otkrića Dolina kraljeva se, s arheološkog stajališta, smatrala za mjesto gdje se ne može nešto otkriti. Međutim, silna upornost Howarda Cartera srećom se isplatila. Vođen otkrićem nekoliko predmeta što su nosili Tutankamonovo ime, Carter je vjerovao da kralj mora još ležati negdje u dolini u nekoj neotkrivenoj grobnici.
Poslije mnogo godina frustrirajućih radova u dolini, konačno su se pokazale nekakve stepenice 4. studenog 1922. godine, točno nasuprot sjeverne strane ulaza u grobnicu Ramzesa VI. Sljedeći dan stepenice su bile očišćene i ukazala su se blokirana vrata s pečatima drevnih čuvara Doline kraljeva. Iza tih vrata ležalo je arheološko otkriće stoljeća. U grobnici je pronađeno 6 zaprega, 4 ceremonijalna kreveta, 130 štapova te ogromna količina ogrlica i drugog nakita.
No pravo se iznenađenje krilo u pogrebnoj dvorani, gdje je Carter pronašao 4 škrinje, položene jedna unutar druge a unutar zadnje se nalazio kameni sarkofag s 3 antropoidna sarkofaga, također položena jedan unutar drugog. Posljednji je bio od čistog zlata, a unutar njega se nalazila faraonova mumija koja je na sebi nosila znamenitu zlatnu masku (danas najpoznatiji objekt iz Tutankamonove grobnice), a sve je to bilo u kovčegu od čistog zlata koji je sam imao preko 110 kg. Ukupan sadržaj ležao je u još dva veća drvena kovčega koji su i sami bili obloženi zlatom i briljantima. Konačno, krasan sarkofag od crvenog kvarca služio je za smještaj toga svega.
Izrada svega ovoga tako je lijepa da te predmete čini vanvremenskim: i danas se doimaju tako svježe i živo a napravljeni su prije 3300 godina. U cijeloj grobnici bilo je preko 3500 predmeta, uglavnom od čistog zlata.
Carter je bio razočaran što nije pronašao nikakve pisane dokumente o faraonovoj vladavini, tako da i danas o dječaku kralju znamo vrlo malo.
Premda je ustanovljeno da je pokušana provala u grobnicu dva puta neposredno nakon pokopa, njen sadržaj je praktički ostao netaknut i po svom obujmu i po vrijednosti predmeta predstavlja nešto stvarno izvanredno. Treba imati na umu da je Tutankamon bio sjenovita i malo poznata figura iz kasne XVIII. dinastije, nimalo nalik na velike i slavne faraone. Kako je njegova grobnica sadržavala veliko bogatstvo, postavlja se pitanje kakve su tek vrijednosti bile pohranjene u grobnicama velikih faraona egipatske povijesti. Nažalost, ta je grobnica jedina ostala neopljačkana od svih grobnica u Dolini kraljeva.

## Tutankamonovo prokletstvo
Oko otkrića grobnice se razvila legenda, koja se ukratko može ovako prepričati:

Početkom 1922. godine lord Carnarvon, strastveni egiptolog, otišao je u Egipat u potrazi za Tutankamonovom grobnicom. Lord Haman (najpoznatiji okultista toga doba) poslao mu je brzojavom: "Lord Carnarvon. Ne ići na grob. Pri neposluhu opasnost. Pri nepoštovanju bolest. Nikad više zdrav. Smrt će vas zateći u Egiptu." Carnarvona je brzojav zabrinuo pa se obratio još dvojici vidovnjaka koji su mu također prorekli smrt. No lord se ipak nije dao omesti. 17. veljače 1923. lord sa svojim partnerom Howardom Carterom otvorio je Tutankamonovu grobnicu. Zanimljivo je da je upravo prije nego što su otvorili grobnicu, egipatska kobra, koja se smatra zaštitnicom i simbolom faraona, pojela je Carterova kanarinca, mnogi su to protumačili kao upozorenje na prokletstvo. U grobnici su pronašli nerazmjerna bogatstva: zlato, dragulje, bisere,  ali i sarkofag u kojemu je bilo položeno mumificirano faraonovo tijelo. Iznad sarkofaga je bio obješen natpis: "Smrt će snaći one koji ometaju faraonov san." Dva mjeseca nakon otvaranja grobnice lord Carnarvon počeo je osjećati se loše. Ubrzo je umro. Njegov sin se prisjeća: "U trenutku kad je moj otac umro, u Kairu su se ugasila sva svjetla. Mi smo zapalili svijeće i molili!" Te je noći lordov pas u njegovu rodnom dvorcu u Engleskoj odjednom počeo lajati bez razloga. Zatim je legao i uginuo.
Carnarvonova smrt dovedena je u vezu s ubodom komarca koji je vjerojatno izazvao upalu. Neobično je što je faraonova posmrtna maska imala sićušnu napuklinu na istom mjestu gdje je lorda ubo komarac. Tri dana nakon lordove smrti umro je američki arheolog Arthur Mace, jedan od voditelja tima. Pao je u komu prije nego što su mu liječnici stigli pomoći. Epitolog George Gold, Carnarvonov prijatelj, odmah je otputovao u Kairo. Kao prvo je razgledao faraonov grob. Sutradan je dobio visoku temperaturu. Nakon 12 sati je umro. Radiolog Archibald koji je rendgenski pregledao faraonovo truplo obolio je te je prebačen u Englesku, umro nakon nekoliko dana. Lordov osobni tajnik, tijekom ekspedicije je pronađen mrtav u postelji jer mu je zatajilo srce. Britanac Joel Wood je bio prvi koji je pozvan da razgleda grobnicu. Nedugo nakon toga je umro od tajanstvene groznice. U roku od šest tjedana nakon otvaranja grobnice umrlo je 12 ljudi koji su u otvaranju sudjelovali. Nakon sedam godina samo su još dva člana prvotne ekipe bila živa. Ukupno, 22 ljudi koji su imali veze s ekspedicijom je umrlo.
Većina stručnjaka odbacuje ovu priču, a sam Howard Carter je živio još 17 godina nakon otkrića grobnice i umro u 64. godini života.

## Najpoznatiji faraon
Uz sve misterije i zanimljivosti, Tutankamon ostaje najpoznatiji faraon svih vremena, ponajprije zbog svoje male grobnice, danas poznate kao KV62, koja je slučajno ostala neopljačkana, te za njega jedinoga, drevno se egipatsko proročanstvo ostvarilo, proročanstvo koje govori da se govorom pokojnikova imena obnavlja njegov identitet i obnavlja život koji je nestao.